# Белорусская батальонно-тактическая группа в Казахстане
Белорусская батальонно-тактическая группа в Казахстане — подразделение Вооружённых сил Белоруссии, участвовавшее в операции ОДКБ в Казахстане. Основой для развёртывания контингента стала специализированная миротворческая рота, предположительно дополненная бойцами других формирований.
Участие в казахстанских событиях января 2022 года белорусских войск вызвало негативную реакцию общественности, создало угрозу опасных последствий и возможных жертв среди военных, однако операция завершилась быстро, и батальонно-тактическая группа, получив уникальный опыт и выполнив поставленные задачи, вернулась на родину.
Для белорусской миротворческой роты данная командировка стала первой миссией, на которую подразделение отправлено в полном составе.

## Правовая база
В 1993 году Республика Беларусь присоединилась к Договору о коллективной безопасности. В 2002 договор был преобразован в международную организацию — Организацию Договора о коллективной безопасности (ОДКБ). Его члены обязались в случае совершения агрессии предоставлять друг другу необходимую помощь, включая военную. Это распространяется не только на случаи внешней агрессии, но и в ситуации внутренних угроз. Помимо всего прочего, участники договора сформировали Коллективные силы оперативного реагирования (КСОР), которые были предназначены для борьбы с терроризмом. Как отметил белорусский военный аналитик Егор Лебедок, на фоне протестов и беспорядков в январе 2022 года казахстанский лидер Касым-Жомарт Токаев запросил ввод иностранных войск именно для противостояния террористам.
В целом эксперт обратил внимание на юридические нестыковки: в Казахстан формально отправили именно миротворческие силы, хотя в распоряжении ОДКБ есть КСОР. Как заявил Лебедок, «миротворческая миссия предполагает наличие двух конфликтующих сторон и их согласие на операцию. А КСОР как раз предназначены для борьбы с терроризмом, о чём и говорит президент Токаев. Но тут есть момент пиара — отправь КСОР и это будет выглядеть как подавление народного восстания, агрессия и оккупация. А миротворцы придают ОДКБ имидж добренькой организации, которая помогает».
По данным МИД Республики Беларусь, батальонно-тактическая группа направлялась в Казахстан в соответствии с законом от 29 ноября 2003 года № 254-З «О порядке направления военнослужащих, лиц начальствующего и рядового состава органов внутренних дел, Следственного комитета Республики Беларусь, органов финансовых расследований Комитета государственного контроля Республики Беларусь, органов и подразделений по чрезвычайным ситуациям, прокурорских работников, а также гражданского персонала за пределы Республики Беларусь для участия в деятельности по поддержанию международного мира и безопасности».
Белорусский военный обозреватель Александр Алесин отмечал, что страна могла отказаться от участия в операции. Так, например, в своё время белорусское руководство долго не соглашалось на то, чтобы выделить своих военных в Коллективные силы оперативного реагирования и отправлять их за рубеж. По этому вопросу шла политическая борьба между правительствами России и Белоруссии. Законодательство республики и Конституция не позволяли отправлять военнослужащих за пределы страны, однако были приняты специальные нормативные акты, которые говорят о том, что в случае необходимости контрактники могут посылаться в другие страны в составе миротворческих сил и Коллективных сил оперативного реагирования, если эти люди выразят такое желание и напишут заявление на имя главы государства, а он даст разрешение.

## Состав и силы
Вскоре после начала ввода контингента ОДКБ в Казахстан стало известно, что от Белоруссии к операции подключиться миротворческая рота из состава 103-й Витебской гвардейской воздушно-десантной бригады. Это подразделение — часть сил специальных операций. Оно было создано на основе 103-й дивизии ВДВ СССР. Миротворческий компонент бригады полностью состоит из контрактников. Ранее бойцы роты в составе итальянского контингента участвовали в операции в Ливане под эгидой ООН. На постоянной основе в подразделении служат 100 человек, при необходимости состав может быть увеличен до 300 человек. В отдельных СМИ сообщалось, что «миротворческая рота усилена военнослужащими из других подразделений». Так, например, в Казахстан могли быть отправлены бойцы внутренних войск, поскольку 103-я бригада и СОБР составляют белорусский компонент КСОР ОДКБ.
Точная численность батальонно-тактической группы неизвестна. Российский телеканал «Мир 24» заявлял о 200 военнослужащих, в то время как генсек ОДКБ Станислав Зась и украинские медиа назвали цифру в 500 человек. Как пояснил Лебедок, всего белорусский контингент в резерве ОДКБ составляет около 500 бойцов, но численность задействованной группы он оценил в 100 миротворцев.
В ходе казахстанской миссии были использованы БТР-70МБ1 (модернизация советского бронетранспортёра БТР-70 от 140-го ремонтного завода) и китайские внедорожники Dongfeng Mengshi EQ2050F, являющиеся копией американских HMMWV. У военных из Беларуси замечен также пулемёт ПКМН под патрон 7,62 × 54 мм R с дневно-ночным прицелом ПДНВ-1.

## Ход операции
6 января 2023 года миротворческая рота выдвинулась из Витебска на аэродром Мачулищи. В Казахстан подразделение вместе с техникой доставили самолёты Ил‑76МД Воздушно-космических сил России. Всего было задействовано 5—10 бортов. Перелёт с дозаправкой в Екатеринбурге занял почти 10 часов. Всё делалось для того, чтобы доставить контингент со всем его штатным вооружением и оборудованием за один раз.
Бойцы взяли под охрану аэродром «Жетыген» и арсенал артиллерийских боеприпасов в городе Капшагай. Работу миссии координировали заместитель командующего силами специальных операций Сергей Андреев и командир батальонно-тактической группы Сергей Красовский, которые вместе с ротой находились в Казахстане. Белорусские военные организовали службу на блокпосту, патрулирование территории в зонах ответственности, досмотр людей и техники. Миротворцы размещались на территории воинской части, где в интересах подразделения решили все вопросы тылового обеспечения. Было налажено взаимодействие с казахстанскими силовиками и российским контингентом.
Со слов прапорщика Романа Шелкова, самой сложной частью миссии стало ночное патрулирование, поскольку из-за степной местности военным могли угрожать снайперы. В первую ночь миротворцы работали «срочно» и лежали на земле, потому что не было возможности применить инженерные укрепления. Равнина не позволяла там использовать складки местности и как-то укрыться. Военным было тяжело лежать на ветру на продуваемой стороне. Командир миротворческой роты Игорь Гиль поделился, что первые три дня в Казахстане прошли для него полностью без сна, поскольку постоянные объезды блокпостов и проверки попросту не оставляли на это время.
Как заявлял Шелков, никто не пытался прорваться сквозь белорусские позиции к аэродрому, но «приезжали местные жители – просто пообщаться и рассказать, какая кругом обстановка». От них иностранцы получили информацию об окрестных населённых пунктах и районах, откуда к аэродрому могли потенциально пройти люди. Причём, как оказалось, местные жители были настолько самоорганизованы, что до белорусских миротворцев никто не мог доехать без досмотра. Население активно помогало военным и даже организовало собственные отряды самообороны.
Тем временем в сети появилась информация, что белорусские военные были атакованы: один боец убит, двое ранены. Андреев опроверг эти сообщения. Начальник Объединённого штаба ОДКБ Анатолий Сидоров также заявил, что никаких боестолкновений или обстрелов контингентов миротворцев ОДКБ во время их нахождения в Казахстане не зафиксировано. Однако в районе аэродрома Жетыген было три попытки вести разведку с помощью дронов, но белорусские военнослужащие отреагировали своевременно, помешав полётам беспилотников в своём секторе.
Уже 14 января белорусские миротворцы, в связи с быстрым завершением миссии, вернулись домой. Встречать их на аэропорт в Мачулищах приехал президент Александр Лукашенко.

## Реакция и оценки
- Со слов президента Белоруссии Александра Лукашенко, белорусские военные «пришли не убивать и даже не воевать», а помочь «остановить братоубийственную войну»[17]. Министерство обороны Белоруссии заявило, что военнослужащие «получили уникальный опыт участия в миротворческой миссии», а «поставленные задачи успешно выполнены»[18].
- Как отметил директор института «Политическая сфера» Андрей Казакевич, общественность отреагировала на отправку батальонно-тактической группы негативно, не желая, чтобы военные участвовали в операциях за рубежом. Однако в целом общественное мнение граждан республики зависило от коммуникации властей и подходов альтернативных политических сил. По мнению Казакевича, оппозиция могла показать, что ввод войск в Казахстан является проблемой для Белоруссии, поскольку возможны серьёзные последствия в виде жертв[4].
- Аналитик Егор Лебедок заявил, что участие белорусских и других формирований было лишь «ширмой» для российских войск, которые составили основу контингента. Участие только России могло быть воспринято как оккупация[4].
- Белорусская оппозиция критически высказывалась по поводу участия белорусов в контингенте ОДКБ, выражая солидарность с протестующими Казахстана. Представители белорусской диаспоры устраивали в некоторых странах митинги в поддержку протестов[4]. Лидер демократической оппозиции Светлана Тихановская заявила, что у Александра Лукашенко не было никаких прав «распоряжаться жизнями белорусских военных». Она назвала называет отправку национальной армии в Казахстан «вооружённым вмешательством в дела другого государства»[19].